# Рудольф Майстер (генерал)
Рудольф Майстер (нім. Rudolf Meister; 2 серпня 1897, Кельн — 11 вересня 1958, Ганновер) — німецький військово-повітряний діяч, генерал авіації. Кавалер Лицарського хреста Залізного хреста.

## Біографія
З початком Першої світової війни 16 серпня 1914 року вступив в 34-й фузілерний полк. 18 листопада 1914 року важко поранений. Після одужання в січні 1915 року переведений в 149-й піхотний полк. У квітні-вересні 1915 року знову перебував в госпіталі. У серпні-жовтні 1916 року пройшов підготовку льотчика-спостерігача в 4-му навчальному авіаційному загоні. З 31 жовтня 1916 року служив спостерігачем в 244-му, з 28 лютого 1917 року — в 285-му авіаційному загоні.
З 8 грудня 1918 року — інструктор училища льотчиків-спостерігачів в Штольпе. З січня 1919 по квітень 1920 року — льотчик-спостерігач в 420-му добровільному авіазагоні в складі добровольчого корпусу. 16 травня 1920 року зарахований у 2-й автомобільний батальйон, 1 жовтня 1920 року — в 4-й піхотний полк, 19 червня 1922 року — в 2-й саперний батальйон, 1 липня 1924 року — в 1-й дивізіон 2-го артилерійського полку, 1 жовтня 1925 року — знову в 4-й піхотний полк. 10 липня 1927 року зарахований у головну фотослужбу в Берліні, а в вересні направлений на технічні курси. 31 березня 1928 року офіційно звільнений з армії і з квітня 1928 по квітень 1931 року проходив підготовку на секретних авіаційних курсах в СРСР. 1 травня 1931 року знову зарахований до армії і направлений на службу в 5-й піхотний полк, з 1 жовтня 1931 року — командир роти. З 1 квітня 1933 року — радник в Імперському військовому міністерстві. 1 вересня 1933 переведений в люфтваффе (про створення яких ще не було офіційно оголошено) і призначений начальником групи інспекції військово-навчальних закладів. Брав активну участь у створенні люфтваффе. З 1 квітня 1935 року — офіцер для особливих доручень при головнокомандувачі люфтваффе і інструктор авіаційної справи у Військовій академії. 1 липня 1936 року призначений командиром 124-ї авіагрупи і начальником авіабази в Касселі. 1 березня 1937 року очолив оперативний відділ штабу 4-го авіаційного округу. 18 вересня 1937 року переведений в 3-й відділ (бойова підготовка) Генштабу люфтваффе. 10 січня 1938 року направлений в Академію люфтваффе, де 1 лютого зайняв пост начальника курсу.
З 1 квітня 1939 року — начальник відділу бойової підготовки при шефові військово-навчальних закладів люфтваффе. З 18 грудня 1939 року — начальник штабу 1-го авіакорпусу. Учасник Французької кампанії. 24 червня 1940 року очолив відділ Управління особового складу Імперського міністерства авіації, але вже 16 жовтня призначений начальником штабу 8-го авіакорпусу. Учасник німецько-радянської війни. 13 жовтня 1941 року під час авіанальоту в районі Калініна був важко поранений і до 13 грудня знаходився в госпіталі. З 10 березня 1942 року — начальник 1-го (оперативного) відділу Генштабу люфтваффе. 1 червня 1943 року відділ був розгорнутий до Оперативного штабу. З 4 вересня 1943 року — командир 4-го авіакорпусу, що діяв в Україні. У липні 1944 року корпус виведений в Польщу, а потім в Данію. З 16 вересня 1944 року також був командувачем німецькими ВПС в Данії. 22 грудня 1944 року очолив Управління особового складу люфтваффе. 8 травня 1945 року здався американським військам. У 1948 році звільнений.

## Звання
- Фанен-юнкер (16 серпня 1914)
- Фанен-юнкер-єфрейтор (26 вересня 1914)
- Фанен-юнкер-унтерофіцер (2 січня 1915)
- Фенріх (3 лютого 1915)
- Лейтенант (22 березня 1915)
- Оберлейтенант (31 липня 1925)
- Гауптман (1 травня 1931)
- Майор (1 травня 1935)
- Оберстлейтенант (1 серпня 1937)
- Оберст (1 серпня 1940)
- Генерал-майор (1 вересня 1942)
- Генерал-лейтенант (1 березня 1943)
- Генерал авіації (1 вересня 1944)

## Нагороди
- Залізний хрест 2-го і 1-го класу
- Нагрудний знак пілота-спостерігача (Пруссія)
- Нагрудний знак «За поранення» в чорному
- Королівський орден дому Гогенцоллернів, лицарський хрест з мечами (8 листопада 1918)
- Почесний хрест ветерана війни з мечами (7 жовтня 1934)
- Медаль «За вислугу років у Вермахті» 4-го, 3-го і 2-го класу (18 років; 2 жовтня 1936) — отримав 3 нагороди одночасно.
- Застібка до Залізного хреста 2-го і 1-го класу
- Німецький хрест в золоті (10 листопада 1941)
- Лицарський хрест Залізного хреста (5 вересня 1944)